# Flies Will Starve
Flies Will Starve è il terzo album in studio del gruppo musicale grindcore Mumakil, pubblicato nel 2013 dalla Relapse Records.

## Tracce
1. Death from Below - 01:23
2. Dawn of Slugs - 01:50
3. War Therapist - 01:40
4. Fucktards Parade - 00:59
5. Built of Lies - 01:30
6. Shit Reminders - 01:39
7. Designed to Fail - 01:38
8. Get Exorcized - 01:21
9. Fresh Meat for the Grinder - 01:23
10. Repudiate - 00:52
11. Army of Freaks - 01:32
12. Hailing Regression - 01:17
13. Cockroaches - 01:24
14. Wrong Turn - 01:16
15. Let the World Burn - 01:41
16. Piss Off (Part 2) - 01:26
17. Waste by Definition - 01:42
18. Unfair for Whom? - 01:30
19. Bring Them to Ruin - 01:45
20. Begging for the Obvious - 01:08
21. Redline - 01:11
22. Blind Disciples - 01:52
23. Betrayer - 01:45
24. Behind the Mask - 02:04

## Formazione
- Thomas - voce
- Jéjé - chitarra
- Benj - basso
- Seb - batteria